# バーク郡 (ノースダコタ州)
バーク郡（英: Burke County）は、アメリカ合衆国ノースダコタ州の北西部に位置する郡である。2010年国勢調査での人口は1,968人であり、2000年の2,242人から12.2％減少した。郡庁所在地はボウベルズ市（人口336人）であり、同郡で人口最大の自治体でもある。

## 歴史
バーク郡は1910年に、当時インペリアルウォード郡（現在のマウントレイル郡、レンビル郡およびウォード郡が入っていた）と呼ばれた領域から分割して設立された。郡名はノースダコタ州知事とアメリカ合衆国財務官を務めた政治家ジョン・バークに因んで名付けられた。郡政府は1910年7月15日に組織化され、その時以来一貫してボウベルズが郡庁所在地になっている。

## 地理
アメリカ合衆国国勢調査局に拠れば、郡域全面積は1,129平方マイル (2,924.1 km2)である。このうち陸地は1,104平方マイル (2,859.3 km2)、水域は26平方マイル (67.3 km2)で水域率は2.28％である。

### 主要高規格道路
| - アメリカ国道52号線 | - ノースダコタ州道5号線 - ノースダコタ州道8号線 - ノースダコタ州道40号線 - ノースダコタ州道50号線 |

### 隣接する郡
- カナダ、サスカチュワン州エステバン5号 - 北
- カナダ、サスカチュワン州コールフィールズ4号 - 北
- カナダ、サスカチュワン州ノースポータル - 北
- カナダ、サスカチュワン州エニスキレン3号 - 北
- レンビル郡 - 東
- ウォード郡 - 南東
- マウントレイル郡 - 南
- ウィリアムズ郡 - 南西
- ディバイド郡 - 西

### 国立保護地域
- デスラック国立野生生物保護区（部分）
- ロストウッド国立野生生物保護区（部分）

## 人口動態
以下は2000年の国勢調査による人口統計データである。
| 基礎データ - 人口: 2,242人 - 世帯数: 1,013 世帯 - 家族数: 680 家族 - 人口密度: 0.8人/km2（2.0人/mi2） - 住居数: 1,412軒 - 住居密度: 0.5軒/km2（1.3軒/mi2） 人種別人口構成 - 白人: 99.24% - アフリカン・アメリカン: 0.13% - ネイティブ・アメリカン: 0.22% - アジア人: 0.13% - その他の人種: 0.04% - 混血: 0.22% - ヒスパニック・ラテン系: 0.36% 先祖による構成 - ノルウェー系：52.4％ - ドイツ系：18.4％ - スウェーデン系：7.4％ 年齢別人口構成 - 18歳未満: 20.8% - 18-24歳: 3.5% - 25-44歳: 22.3% - 45-64歳: 28.3% - 65歳以上: 25.1% - 年齢の中央値: 48歳 - 性比（女性100人あたり男性の人口） - 総人口: 101.6 - 18歳以上: 103.8 | 世帯と家族（対世帯数） - 18歳未満の子供がいる: 23.0% - 結婚・同居している夫婦: 58.2% - 未婚・離婚・死別女性が世帯主: 5.3% - 非家族世帯: 32.8% - 単身世帯: 31.6% - 65歳以上の老人1人暮らし: 17.6% - 平均構成人数 - 世帯: 2.21人 - 家族: 2.77人 収入と家計 - 収入の中央値 - 世帯: 25,330米ドル - 家族: 31,384米ドル - 性別 - 男性: 28,164米ドル - 女性: 16,382米ドル - 人口1人あたり収入: 14,026米ドル - 貧困線以下 - 対人口: 15.4% - 対家族数: 11.7% - 18歳未満: 17.2% - 65歳以上: 16.5% |

## 経済
バーク郡の主要経済は農業と石油である。ノースダコタ州西部の郡と同様にウィリストン盆地のバーケン地層が露出しており、石油の埋蔵が見込まれている。

## 都市と町

### 都市
- ボウベルズ - 郡庁所在地
- コロンバス
- フラクストン
- リグナイト
- ポータル
- パワースレイク

注: ノースダコタ州の法人化された自治体は、その大きさに拠らず全て「市」になる

### その他の町
- ラーソン
- ノースゲイト

### 郡区
| - バトルビュー - ボウベルズ - カーター - クレイトン - クリアリ - コルビル - デイル - ダイモンド - フェイ - フットヒルズ | - フォーサン - ガーネス - ハーモニアス - カンディヨヒ - ケラー - レイクビュー - リーフマウンテン - ルーシー - ミネソタ - ノーススター | - ポータル - リッチランド - ローズランド - ショートクリーク - スー - ソーソン - ベイル - バンビル - ウォード |